# Matthias Jaissle
Matthias Jaissle (* 5. April 1988 in Nürtingen) ist ein deutscher Fußballtrainer und ehemaliger -spieler. Seit Sommer 2023 trainiert er al-Ahli in Saudi-Arabien.

## Karriere

### Als Spieler

#### Verein
Jaissle begann mit vier Jahren 1992 bei den Junioren des TSV Neckartailfingen mit dem Fußballspielen, 2001 wechselte er in die Jugendabteilung des VfB Stuttgart.
Dort durchlief er von der C- bis zur A-Jugend alle Nachwuchsteams. Noch als Jugendspieler wurde Jaissle im Januar 2007 vom damaligen Regionalligisten TSG 1899 Hoffenheim verpflichtet. In Hoffenheim kam er sofort in der ersten Mannschaft zum Einsatz und stieg 2007 in die 2. Fußball-Bundesliga auf. Mit Jaissle als jüngstem Stammspieler gelang Hoffenheim in der Saison 2007/08 der Durchmarsch in die Fußball-Bundesliga.
In der ersten Liga wurde die TSG Hoffenheim auf Anhieb Herbstmeister. Jaissle gehörte weiter zur Stammelf, ehe ihn eine schwere Verletzung stoppte. Nachdem er sich am 21. März 2009 im Bundesligaspiel gegen Hannover 96 das vordere Kreuzband im linken Kniegelenk gerissen hatte, wurde er operiert. Nach weiteren Verletzungen lief er erst am 17. Oktober 2010 wieder in der Bundesliga auf. In der Saison 2010/11 kam er insgesamt zu neun weiteren Bundesligaspielen, ehe er sich an der Achillessehne verletzte. Diese Verletzung sorgte für immer wiederkehrende Probleme, die ihn zum Karriereende zwangen. Er löste am 13. Februar 2014 seinen Vertrag vorzeitig auf und beendete daraufhin seine Karriere im Alter von 25 Jahren.

#### Nationalmannschaft
Am 6. Februar 2008 debütierte Jaissle in der deutschen U-20-Nationalmannschaft, ein Jahr später in der U21, die im Sommer 2009 mit Spielern wie Manuel Neuer, Jérôme Boateng oder Sami Khedira Europameister wurde. Zu dieser Zeit wurde Jaissle als kommender A-Nationalspieler gehandelt. So weit kam es jedoch nicht, nach seiner schweren Kreuzbandverletzung im März 2009 wurde Jaissle für keine DFB-Auswahl mehr berufen.

### Als Trainer
Nach dem Ende seiner Spielerlaufbahn absolvierte Jaissle erste Ausbildungen zum Trainer und übernahm 2015 die U16 von RB Leipzig als Co-Trainer von Sebastian Hoeneß, mit dem er zur Saison 2016/17 die U17 des Vereins trainierte. Zur Saison 2017/18 wechselte er nach Dänemark und wurde Co-Trainer von Alexander Zorniger beim Brøndby IF.
Zur Saison 2019/20 übernahm er die U-18-Mannschaft in der Akademie des österreichischen Bundesligisten FC Red Bull Salzburg. Nach dem Wechsel von Bo Svensson zum 1. FSV Mainz 05 übernahm er Anfang Januar 2021 das zweitklassige Farmteam der Salzburger, den FC Liefering. Mit Liefering wurde er Vizemeister in der 2. Liga.
Zur Saison 2021/22 wurde Jaissle als Nachfolger von Jesse Marsch, der zu RB Leipzig wechselte, Cheftrainer des FC Red Bull Salzburg. Nach einer erfolgreichen Saison, in der Salzburg das Double gewinnen konnte, verlängerte Jaissle seinen Vertrag vorzeitig bis Ende Juni 2025. In der Saison 2022/23 verpasste er mit Salzburg den Cupsieg, Meister wurde Red Bull aber dennoch. Auch in die Saison 2023/24 startete der Deutsche als Salzburg-Trainer, nach dem Auftakt im ÖFB-Cup trennte sich der Verein aber von Jaissle Ende Juli 2023, nachdem er kurz vor dem Ligaauftakt in Verhandlungen mit al-Ahli getreten war. Anschließend übernahm er noch am Tag der Freistellung besagte saudische Mannschaft. Am 3. Mai 2025 stand er mit Al-Ahli im Finale der AFC Champions League Elite, das man mit 2:0 gegen den japanischen Vertreter Kawasaki Frontale gewann.

## Erfolge

### Spieler
- Aufstieg in die Bundesliga: 2008 (TSG 1899 Hoffenheim)
- Aufstieg in die 2. Bundesliga: 2007 (TSG 1899 Hoffenheim)
- Deutscher B-Junioren-Meister: 2004 (VfB Stuttgart)

### Trainer
FC Red Bull Salzburg
- Österreichischer Meister (2): 2022, 2023
- Österreichischer Pokalsieger: 2022

Al-Ahli
- AFC Champions League Elite-Sieger: 2024/25

## Sonstiges
Matthias Jaissle absolvierte die Weiterbildungen „Sportmanagement“, „Athletenmanagement“ und „Spielanalyse & Scouting“. Zudem studierte er den Bachelor-Studiengang „Sportbusiness Management“ an der IST-Hochschule für Management.